# 海軍刑法
海軍刑法（かいぐんけいほう、旧字体：海󠄀軍𠛬法）は、廃止された日本の法令。1881年（明治14年）に制定された海軍刑法（明治14年12月18日太政官布告第70号）と、それを1908年（明治41年）に廃止して制定された海軍刑法（明治41年4月10日法律第48号）がある。
海軍刑法（明治41年法律第48号）は、1947年（昭和22年）に「ポツダム宣言の受諾に伴い発する命令に関する件に基く陸軍刑法を廃止する等の政令」（昭和22年5月17日政令第52号）により廃止された。

## 概要
海軍刑法は、大日本帝国時代に大日本帝国海軍の軍人を主な対象に施行された軍法の一つである。
まず、1881年（明治14年）に太政官布告の形式で海軍刑法（明治14年太政官布告第70号）が制定され、1907年（明治40年）に刑事実体法の一般法である刑法（明治40年法律第45号）が制定されたことを受けて、翌1908年（明治41年）に太政官布告の海軍刑法を廃止してあらたに法律の形式で海軍刑法（明治41年法律第48号）が制定された。
海軍刑法（明治41年法律第48号）は、1942年（昭和17年）に一部改正され（昭和17年法律第36号）、1947年（昭和22年）に廃止（昭和22年5月17日政令第52号）された。

## 構成
- 第一編 総則
- 第二編 罪
  - 第一章 叛乱ノ罪
  - 第二章 擅権ノ罪
  - 第三章 辱職ノ罪
  - 第四章 抗命ノ罪
  - 第五章 暴行脅迫及殺傷ノ罪
  - 第六章 侮辱ノ罪
  - 第七章 逃亡ノ罪
  - 第八章 軍用物損壊ノ罪
  - 第九章 掠奪及強姦ノ罪
  - 第十章 俘虜ニ関スル罪
  - 第十一章 違令ノ罪